# Войцех Сюдмак

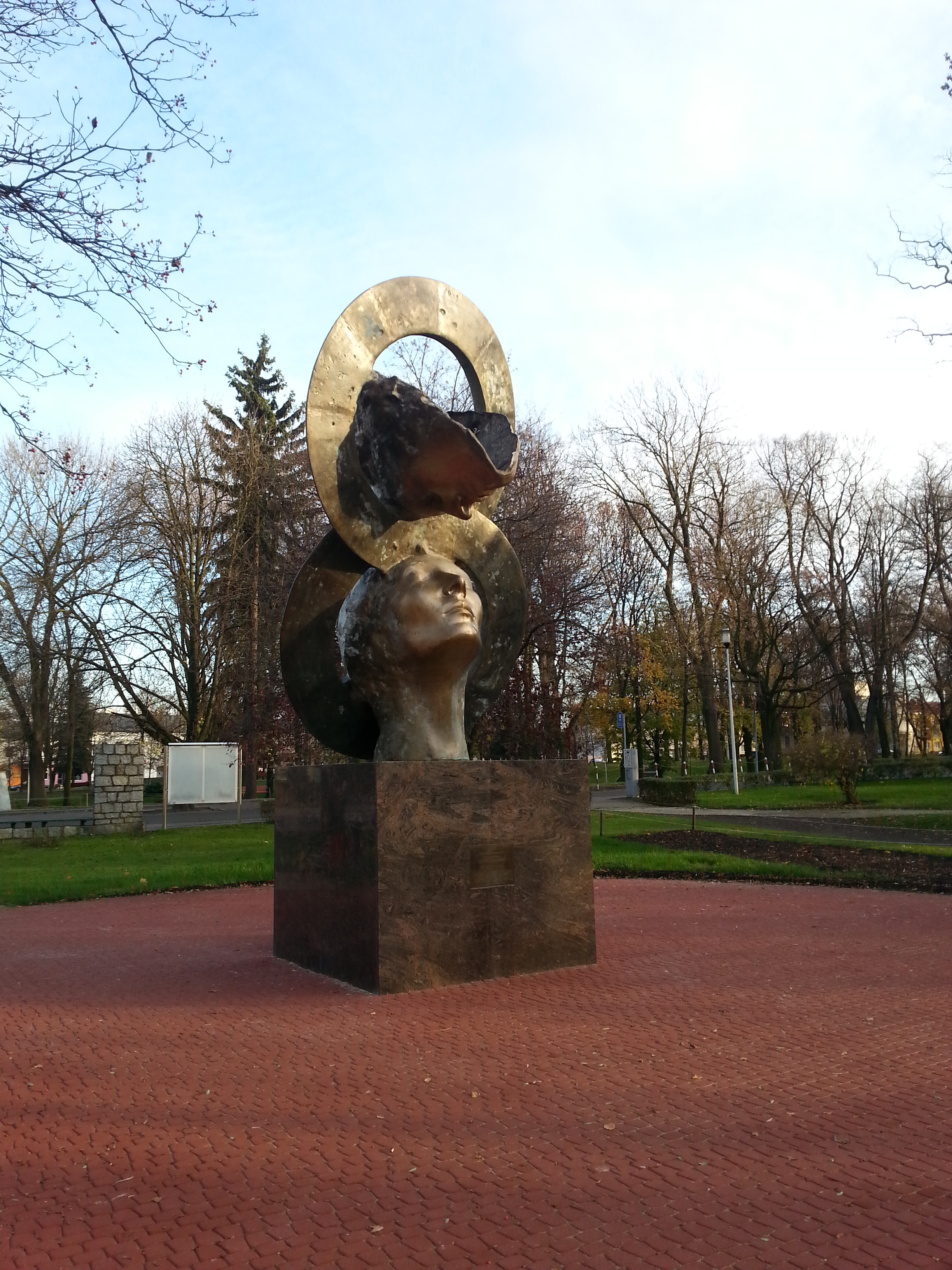
Скульптура «Вічне кохання» у Велюні, автор В. Сюдмак

Войцех Сюдмак (пол. Wojciech Siudmak; 10 жовтня 1942, Велюнь, нині Лодзинське воєводство, Польща) — польський і французький скульптор, художник-сюрреаліст і книжковий ілюстратор.

## Біографія

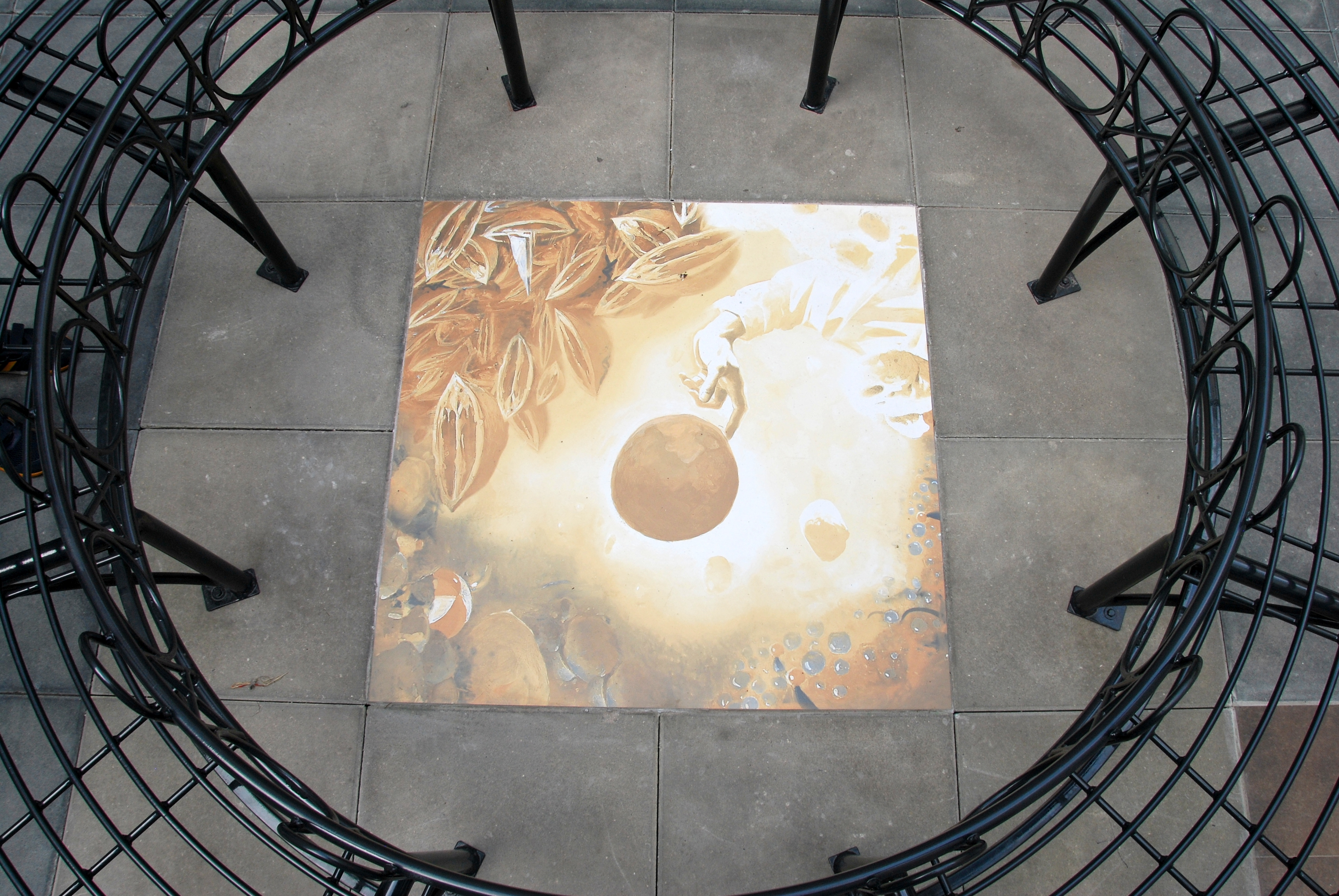

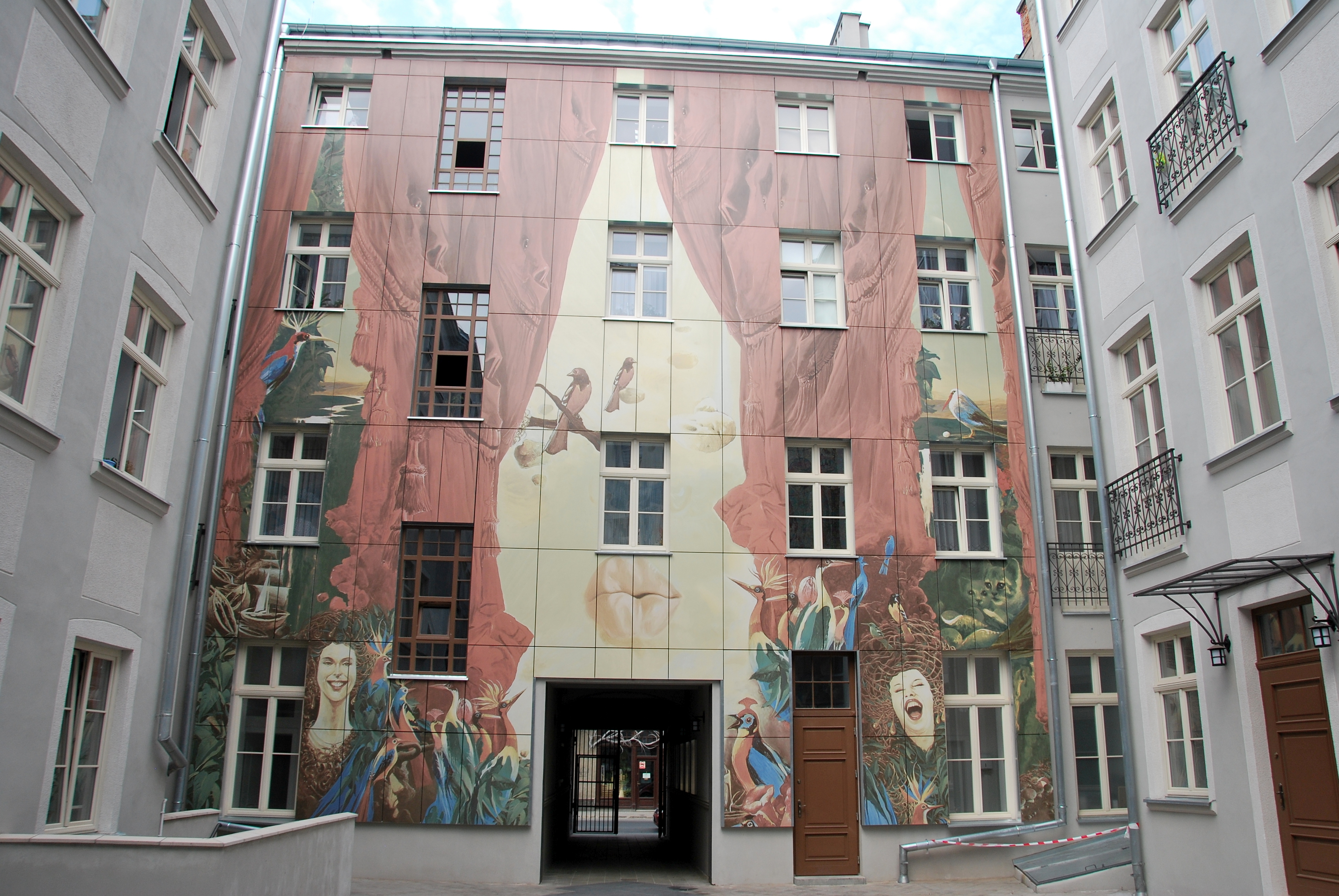
Настінний розпис «Народження дня» в Лодзі

У 1956—1961 роках навчався в коледжі пластичних мистецтв у Варшаві, продовжив навчання у столичній Академії образотворчих мистецтв. У вересні 1966 року В. Сюдмак переїхав до Парижа, де навчався у Національній вищій школі красних мистецтв, з того часу постійно проживає в Парижі.

## Творчість
Один з яскравих представників фантастичного реалізму. Сам вважає себе fantastic hyper realist, старанно створював оригінальні рельєфні форми, які поєднують сюрреалістичне бачення з натуралістичним мистецтвом та походять із сюрреалізму С. Далі і Р. Магрітта.
Знаменитий своїми ілюстраціями до обкладинок фантастичних романів.
Роботи Сюдмака, які представлені в музеях і колекціях світу, довгий час використовувалися в якості афіш кіно, театрів і музеїв. Вони також знайшли своє застосування в рекламному середовищі на таких престижних заходах як: Каннський кінофестиваль, Паризький міжнародний фестиваль кінофантастики і наукової фантастики, Фестиваль Маре в Парижі, Монреальський кінофестиваль та ін..
Низка великих промислових компаній використовувала роботи Сюдмака для відображення своїх досліджень і технологічних успіхів через його мистецтво. Картини художника багато років з'являлися на обкладинках буклетів однієї з найважливіших науково-фантастичних колекцій у Франції (The Pocket SF Collection), а також на обкладинках грамплатівок й інших засобів масової інформації.
В. Сюдмак на міжнародному рівні співпрацює з різними картинними галереями та видавництвами. З 1988 року серія важливих ретроспективних виставок (узагальнення його творчої діяльності за останні два десятиліття) була організована в багатьох європейських містах і в інших країнах. Цикл виставок в Польщі було організовано та проведено у 1998 році в музеях п'яти головних польських міст (на завершення — в Національному музеї Варшави).
У 2000—2012 роках художник виставляв свої роботи в багатьох зарубіжних музеях і культурних центрах. Виставки проходили в Швейцарії (Сіон), Німеччини (Лейнгартен-Нойштадт і Тутлінген), Бельгії (Брюссель), Італії (Рим), США (Нью-Йорк, Бостон) і Канаді (Чікутімі).
У лютому 2000 року В. Сюдмак спроектував ряд зображень для фасаду храму Рамсеса III в Луксорі (Єгипет).

## Нагороди
- Офіцерський Орден «За заслуги перед Польщею» (1999)
- Лауреат Великої премії уяви (Grand prix de l'Imaginaire, 1979)
- Велика золота медаль Академії мистецтв в Парижі (Grande Médaille d'Or avec Plaquette d'Honneur, 2013)
- Звання Почесного громадянина міста Велюнь в Польщі і міст Озуар-ла-Феррьер і Сен-Тібо-де-Вінь у Франції.
- Золота статуетка Іполита (Złoty Hipolit, 2013)
- У 2016 році став переможцем третього видання «Видатний поляк Франції» у номінації «Культура»

## Премії
- Премія читачів журналу «Азімов» / Asimov's Readers 'Awards, 1994 // Краща обкладинка
- Премія Чеслі / Association of Science Fiction & Fantasy Artists (ASFA) — Chesley Awards, 1994 // Ілюстрація на обкладинці журналу. Asimov (грудень 1993)
- Премія Чеслі / Association of Science Fiction & Fantasy Artists (ASFA) — Chesley Awards, 1995 // Ілюстрація на обкладинці журналу. Analog (грудень 1994)
- Премія читачів журналу «Азімов» / Asimov's Readers 'Awards, 1997. // Краща обкладинка
- Єврокон / EuroCon (ESFS Awards), 2000. // Зал слави. Кращий художник